# フリーダ・カーロ
マグダレーナ・カルメン・フリーダ・カーロ・イ・カルデロン（Magdalena Carmen Frida Kahlo y Calderón、1907年7月6日 - 1954年7月13日）は、メキシコの画家。インディヘニスモの代表的美術作家。
メキシコの現代絵画を代表する画家であり、民族芸術の第一人者としても数えられる。

## 経歴

### 幼年期

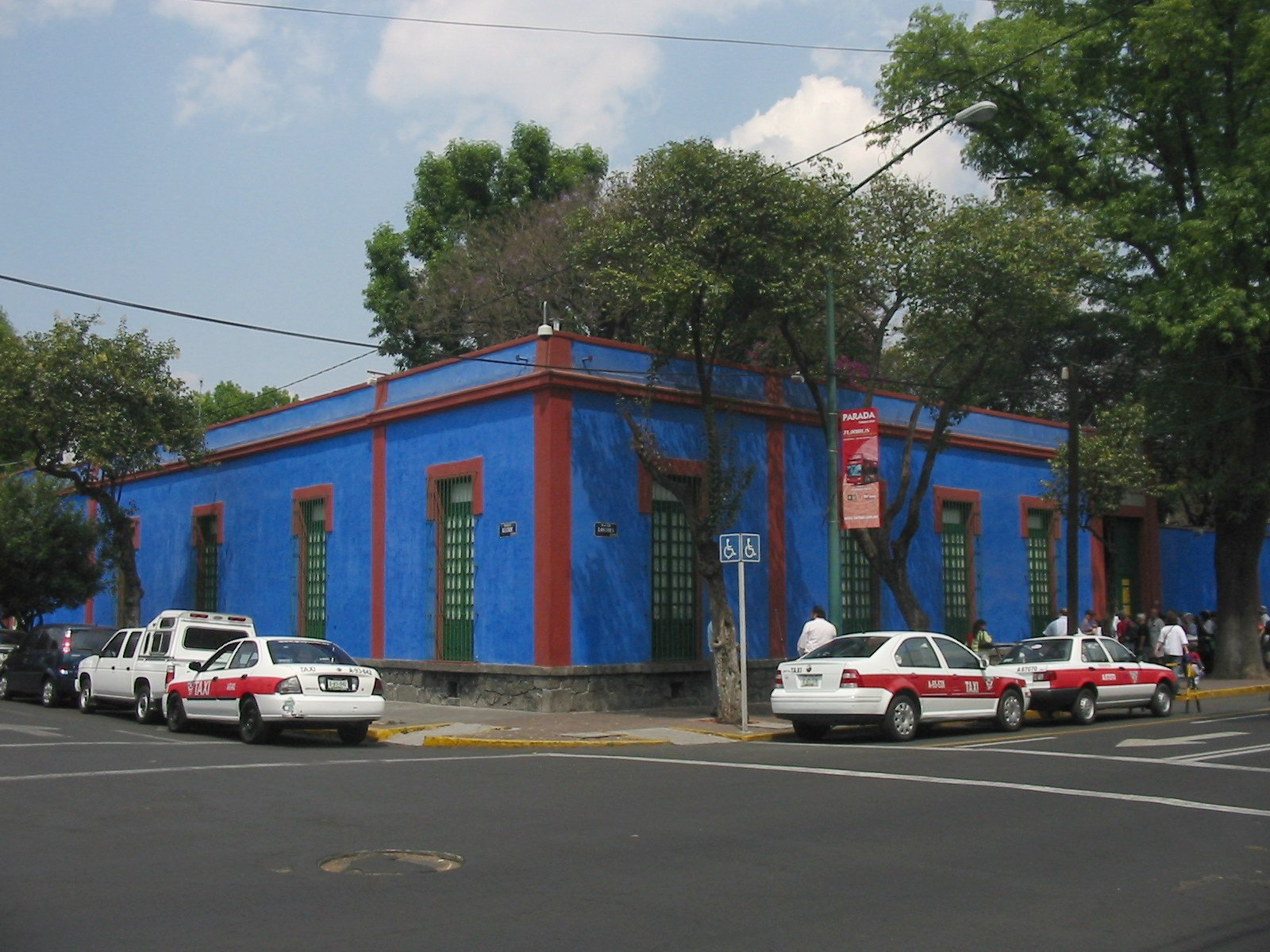
幼年期を過ごし、終の棲家となった「青い家」。現在はフリーダ・カーロ記念館として一般公開されている。

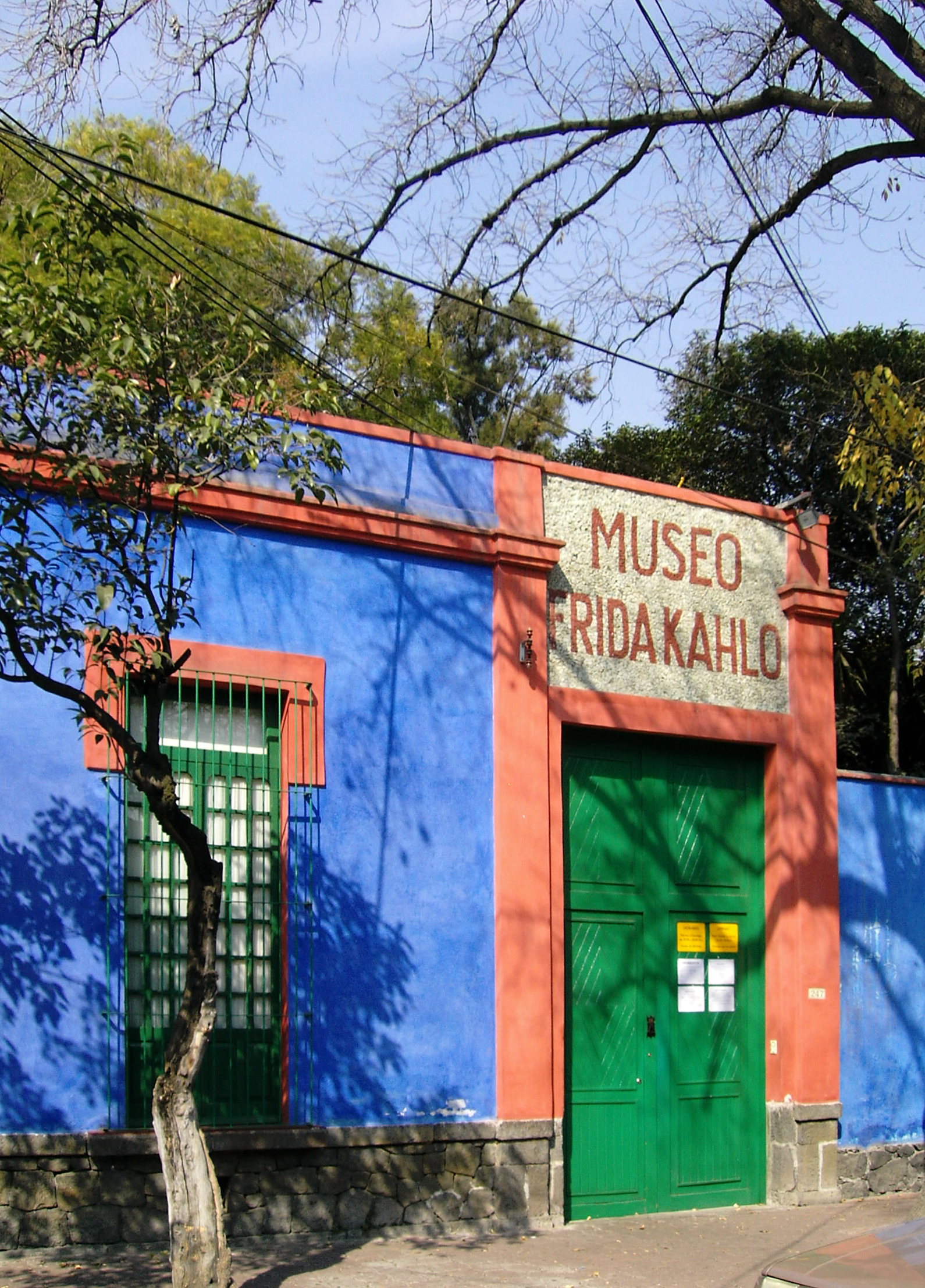

フリーダは1907年7月6日、メキシコシティの近郊にあるコヨアカンで父ギリェルモ・カーロと母マティルデ・カルデロン＝イ＝ゴンサレスの三女として生まれた。
1904年に両親が建てたフリーダの生家である「青い家」は現在はフリーダ・カーロ記念館として公開されている。
父親のギリェルモは1871年にドイツ南部のバーデン＝バーデンに誕生した、ハンガリー系ユダヤ人であった。母マティルデはメキシコ系の出自であり、フリーダは自身のルーツを堂々と表明していた。後年、父の出身地ドイツでナチスが台頭、1935年には、ユダヤ人を排除し、アーリア系ドイツ人の純潔を守らせるとしたニュルンベルク法が成立。その喧伝にナチスは系図表を使ったが、彼女はこれを逆手に取り、翌1936年、<私の祖父母、両親そして私（家系図）>を制作した。職業写真家のギリェルモは自身の母の死去を契機に1891年にメキシコへ渡航した。1921年のメキシコ独立百年祭の記念に出版された写真目録の製作に携わり、メキシコで最初の公式写真家としてその地位を確立している。
しかし、1910年のメキシコ革命の勃発により安定した生活は終わりを告げた。フリーダはこの頃の状況について、「私の家ではとても困難なもとで暮らしを立てた」と回顧している。
出産の影響で母親が衰弱していたため、幼年期は乳母によって育てられ、母親の愛情とは疎遠であったことが日記や対談などから窺える。
6歳になった頃に急性灰白髄炎にかかり、およそ9か月にわたって寝たきりの生活を送った。この影響で右腿から踝にかけて成長が止まって痩せ細り、これを隠すためにズボンやメキシコ民族衣装のロングスカートなどを好んで着用していた。父親は足がもとに戻るようにあらゆるスポーツをフリーダに習わせたが、足が元に戻ることはなかった。
リハビリを兼ねて父親はフリーダを良くハイキングに連れて行っており、そこでフリーダに自身の趣味であった水彩画や職業としていたカメラの手ほどきをほどこした。こうした経験は、画家となった後年のフリーダに大きな影響を与えた。1951年に制作された『父の肖像』の下縁に書かれた献辞には「私は父ギリェルモ・カーロを描くものなり。父はハンガリー・ドイツ系の出にして、芸術家であり、職業写真家である。心ひろく、知的で、その人となり貴く、勇敢にして、60年の長きにわたっててんかんに悩めるも、休みなく働き、ヒットラーに歯向かった。敬愛する娘フリーダ・カーロ」とあり、若き日の父親への感謝の念を贈っている。
1922年、ドイツ人上級実業学校を卒業すると、ソカロにあるメキシコの最高教育機関とされる国立予科高等学校へ進学した。女性として国立予科高等学校に入学したのはフリーダを含めてこの年に入学した35人が初めてであった。
フリーダはカチュチャスと呼ばれるグループに入り、国民社会主義的考えに傾倒し、文学に熱中した。メンバーには後年様々な分野で活躍した人物も含まれており、作家オクタヴィオ・ブスタマンテ、ミゲル・N・リラ、作曲家アンヘル・サラス、ジャーナリストアレハンドロ・ゴメス＝アリアスなどがいる。
フリーダは1925年頃まで父親の友人であった広告デザイナーフェルナンド・フェルナンデスにスケッチを習っており、いくつかの習作が残されている。こうした経験から絵画に対する関心が高まり、次第に画家への道を目指すようになった。
また、フリーダは活動を通じてカチュチャスのリーダーであったアレハンドロと恋仲になり、将来について互いに語り合うようになっていた。

### 画家を目指す

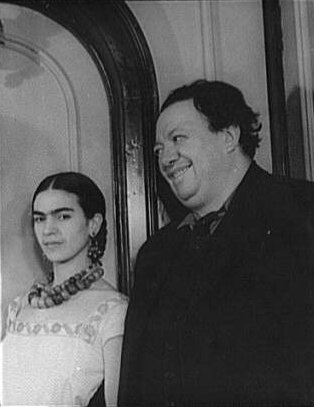
ディエゴ・リベラとフリーダ・カーロ（1932年撮影）

1925年9月17日、通学に使用していたバスが路面電車と衝突し、多数の死傷者が出る事故が発生した。フリーダも生死の境をさまよう重傷で、3か月の間ベッドの上での生活を余儀なくされ、その後も事故の後遺症で背中や右足の痛みにたびたび悩まされるようになった。痛みと病院での退屈な生活を紛らわせるために本格的な絵を描くようになったという。
フリーダの事故により、アレハンドロとの仲は自然消滅のように破綻し、その孤独感はフリーダを絵画へさらにのめり込ませる一因にもなった。1926年から1928年の間にフリーダは十数枚の作品を制作している。通常の生活が送れる程度に回復した1928年、フリーダは知識人や芸術家の集う活動サークルに参加し、メキシコ共産党へ入党する。
そこで写真家ティナ・モドッティの紹介で画家ディエゴ・リベラと出会った。リベラの絵に感嘆したフリーダは闘病時代に描いた自分の作品を見せ、リベラに意見を求めた。リベラは後にこの時の出来事を「カンバスにはものすごい表現力が示されていた」と語っており、フリーダの感性に大きな感銘を受けた。
これを契機に二人の仲は急速に接近し、1929年8月21日、フリーダは21歳年上のリベラと結婚した。年の差やリベラの外見上の印象から、フリーダの両親からはあまり祝福されなかった。なお彼女は両性愛者であり、米国の画家、ジョージア・オキーフと関係があったとも言われている。
二人は最初メキシコシティ中心部にあるアパートを借りて住んでいたが、リベラにコルテス宮殿の壁画作成の仕事が入ったため、同年にクエルナバカ市へと移っている。
翌年11月、リベラに今度はカリフォルニア美術学校（現サンフランシスコ芸術大学）から壁画作成の依頼があり、サンフランシスコへと居を移した。その後も仕事の都合でニューヨーク、デトロイトなどを転々とした。
リベラのこうした無節操な仕事の選び方はメキシコ共産党の反感を買い、1929年に党員資格を剥奪された。この時、フリーダもあわせて離党手続きを行っている。
1930年にフリーダは妊娠したが、事故の影響で骨盤や子宮に損傷を受けていたことから流産となった。1932年、1934年にも流産している。
これらの出来事は彼女に深い影を落とし、その後の作品に大きな影響を与えることとなった。
1933年12月、メキシコに戻った二人は、知人の建築家ファン・オゴールマンに頼んでメキシコシティの南郊外サン・アンヘルに家を建てて貰い、そこに落ち着くこととなった。

### 絶望と成功
1935年、リベラが妹のクリスティナと関係を持ったことにショックを受けたフリーダは、サン・アンヘルの家を出てメキシコシティ中心街に居を移した。この年に発表した『ちょっとした刺し傷』はフリーダの心理状況をつぶさに反映している。
同年の終わりごろにはサン・アンヘルの家に戻ったが、フリーダはリベラへのあてつけのようにアメリカ人彫刻家イサム・ノグチと関係を持った。
1936年7月にスペインで内戦が勃発するとフリーダは共和国側を支援するために同調者を募り、連帯委員会を創設して政治活動に再びのめり込むようになった。
同年、ノルウェーがモスクワの外圧によって追放した革命家レフ・トロツキーの庇護をメキシコ政府に申請している。翌1937年にメキシコへ渡ってきたトロツキーと妻ナタリア・セドヴァを「青い家」へ迎え入れ、1939年まで住居を提供した。フリーダとトロツキーは短い間ながら関係を持ち、トロツキーの誕生日で、ロシア革命の記念日でもある11月7日に制作した『レオ・トロツキーに捧げた自画像、あるいは、カーテンのあいだ』を贈っている。この作品はトロツキーを支持していたフランスの詩人アンドレ・ブルトンの目に留まり、親交を深めるきっかけとなった。
1938年にフリーダにとって最初となる大規模な個展を海外で催すこととなった。この個展を見たバートラム・D・ヴォルフは、直後ヴォーグ誌に発表した論文でフリーダの作品が他のシュルレアリスムの画家の作品と異なった独自の世界観を持っていると評価している。
同年ジュリアン・リーヴィの招待を受け、ニューヨークのジュリアン・リーヴィ・ギャラリーで再び個展を開いた。それまで自分の作品を不特定多数に見せるという経験を持たなかったフリーダはこうした評価に困惑を隠せずにいたようで、友人のルシエン・ブロッホに宛てた手紙の中で「人は私の作品の何を見たいのかしら」と綴っている。
1939年、映画俳優のエドワード・G・ロビンソンがフリーダの絵を大量に購入したことを契機としてアメリカへ旅立つ機会が増えていった。フリーダの成功はアメリカでも驚きを持って報道され、ニューヨーク現代美術館の館長アンソン・グッドイヤー、ジャーナリストクレア・ブース・ルース、写真家のニコラス・ムライなど多方面の著名人から絵の注文が舞い込むようになった。
フリーダはアンドレ・ブルトンが企画した「メキシコ展」を支援するため、1939年にパリへと旅立った。ここで複数のシュルレアリスト達と親交を結びたいと考えたことがその一因となっていたが、考え方の違いによりパリの芸術家たちと深い親交を持つことはなかった。加えて戦争の影響によって展覧会は経済的成功に至らず、その後に予定していたロンドンでの展覧会は中止になった。
しかしながらフリーダの作品は好意的に評価され、ルーブル美術館は展示された『ザ・フレーム』を買い上げている。
フリーダの成功と精力的な活動によって次第に夫婦間の熱は冷めていき、1939年11月6日リベラとの離婚が成立、フリーダは生家である「青い家」へと戻った。
孤独を忘れようとフリーダは作品制作に没頭し、経済的にも自立しようと努めた。
1940年9月、再び脊椎の痛みに悩まされ始め、加えて右手が急性真菌性皮膚疾患にかかったため、作品制作が続けられなくなり、治療のためサンフランシスコへと向かった。
医師の指導のもと治療を続け、健康状態が安定した頃、フリーダはリベラへ再婚の提案を行った。彼女は経済的に自立したいので絵を売って自分の生活をまかない、リベラは家計の半分のみ負担すること、性的関係は結ばないことなどフリーダが提示したいくつかの条件を飲み、リベラは提案に合意し、1940年12月8日、サンフランシスコで二人は2度目の結婚をした。
サン・アンヘルはアトリエとして使用することとなり、二人は「青い家」で生活を行うこととなった。
1940年代に入ると、メキシコ内においてもフリーダの名は知られるようになり、様々な賞を受賞し、複数の委員会委員に選出され、講師の委嘱や雑誌の寄稿などを求められるようになった。
1942年には文部省が支援したメキシコ文化センターの会員に選出され、メキシコ文化の振興と普及を目的とした展示会の企画や講演、出版物の発行などに広く携わった。また同年、文部省の管轄下にあった絵画と造形の専門学校「ラ・エスメラルダ」の教員にも選ばれ、週12時間の授業を受け持つことになった。
フリーダの型破りな講義は好評を博したが、数か月後には健康上の問題から学校へ通うことが困難となり、自宅での講義に切り替わった。フリーダは受講していた生徒たちの中から才能ある若人を得、油絵の指導や作品展示機会の獲得に尽力した。
1940年代後半にはカタルーニャ人画家のジュゼップ・バルトリが恋人であり、2015年にはカーロとバルトリがやり取りした手紙や詩のコレクションが13万7000ドルで落札されている。

### 晩年
1940年代の終わりごろになるとフリーダの健康状態はさらに悪化し、入退院を繰り返すようになった。
1950年には右足の血液の循環が不足して指先が壊死したため、切断手術を行っている。
作品制作が再開できるようになるのは1950年11月ごろに入ってからで、ベッドの上に特製の画架を取り付け、寝たままで制作できるよう整備した。
1951年以降は痛みのため鎮痛剤無しでは生活がままならなくなり、特徴であった緻密なテクニックを駆使した作品を作り上げる事も難しくなった。
1953年8月には右足の痛みが鎮痛剤では耐えられないほどになったため、主治医は膝までの切断を取り決めた。以後フリーダは義足を使用することにより歩くことができるようになったが、リベラが「彼女は生きる気力を失った」と語っているように、ふさぎこむ事が多くなった。
1954年2月の日記にフリーダは次のように綴っている。「6か月前、脚を切断され、一世紀にもおよぶと感じられるほどの長く、耐えがたい苦痛に見舞われて、私は時々正気を失った。いまだに自殺したくなる時がある。ディエゴだけがそんな私を思いとどまらせてくれる。なぜなら、私がいなくなれば、彼がさびしがるだろうと思うから。」
しかし、同年の7月13日、フリーダは肺炎を併発して死去した。日記に自殺のことがたびたび出ていることや、前夜にリベラへ8月21日の銀婚式の贈り物を手渡していたことなどから自殺ではないかという憶測も流れた。
死後、フリーダの棺は国立芸術宮殿のホールに安置され、翌日までに600人を越える人々が別れのあいさつに訪れた。火葬されたのち、フリーダの遺灰は先征服期に作られた壺に入れられて「青い家」に安置されている。
1958年7月12日、「青い家」はフリーダの残した作品や民芸品、奉納画や絵のコレクション、使用した絵画道具や手紙、日記などを展示する博物館、「フリーダ・カーロ記念館」として開館された。

## 作品と評価
フリーダ・カーロは生涯にわたって200点を越える作品を世に残しており、その大半が自画像であった。1926年に描いた『ビロードの服の自画像』は、イタリア・ルネッサンス絵画に対する関心が表れており、フリーダが絵画に真剣に向き合った初めての作品とされている。
同年に描かれた『事故』は自身の事故の体験に基づいて描かれた鉛筆画で、レタブロの手法で表現されており、自身の事故をテーマに扱った唯一の作品となっている。
このようにフリーダは自分の身の上に起きたことや自分自身をひたすらに描くことを身上とし、様々な作品を生み出した。
1945年に発表された『モーゼ、あるいは、創造の核』はジークムント・フロイトの著作『モーゼと一神教』に強く影響を受けた作品で、国立芸術宮殿年次芸術展の絵画賞を受賞した。
自画像を描くということについてフリーダは、美術評論家アントニオ・ロドリゲスに「私はほとんどの時間を一人で過ごすし、自分のことは自分がいちばん知っているから、自分を描くのです」と語っている。こうした自画像の特徴として、孤独を反映するような荒涼とした空間モチーフを好んで使用する。
夫との関係、事故後の自身の健康状態、子供が産めない身体であることなど、作品はその時フリーダに起こった出来事を象徴的な意味を込めて描くことが多く、フリーダの心情を表現している。
こうした表現は女性の身体や性に対するタブーを打ち砕いたとして評価されており、夫であり、画家でもあったディエゴ・リベラは「彼女は女性特有の、あるいは女性に普遍的なテーマを、仮借のない率直さと冷徹な厳しさをもって描いた、美術史上最初の女性である」と評している。